# Ilyocryptus sordidus
Ilyocryptus sordidus är en kräftdjursart som först beskrevs av Liévin 1848.  Ilyocryptus sordidus ingår i släktet Ilyocryptus och familjen Ilyocryptidae. Inga underarter finns listade i Catalogue of Life.